# Grand Capucin
Grand Capucin – szczyt w Alpach Graickich. Leży we Francji w regionie Owernia-Rodan-Alpy. Najbardziej znana jest wschodnia ściana Grand Capucin pokonana w 1951 przez Waltera Bonattiego i Luciena Ghiggo.
Pierwszego wejścia dokonali Enrico Augusto, Adolph i Henry Rey i Louis Lanier 24 lipca 1924 r.

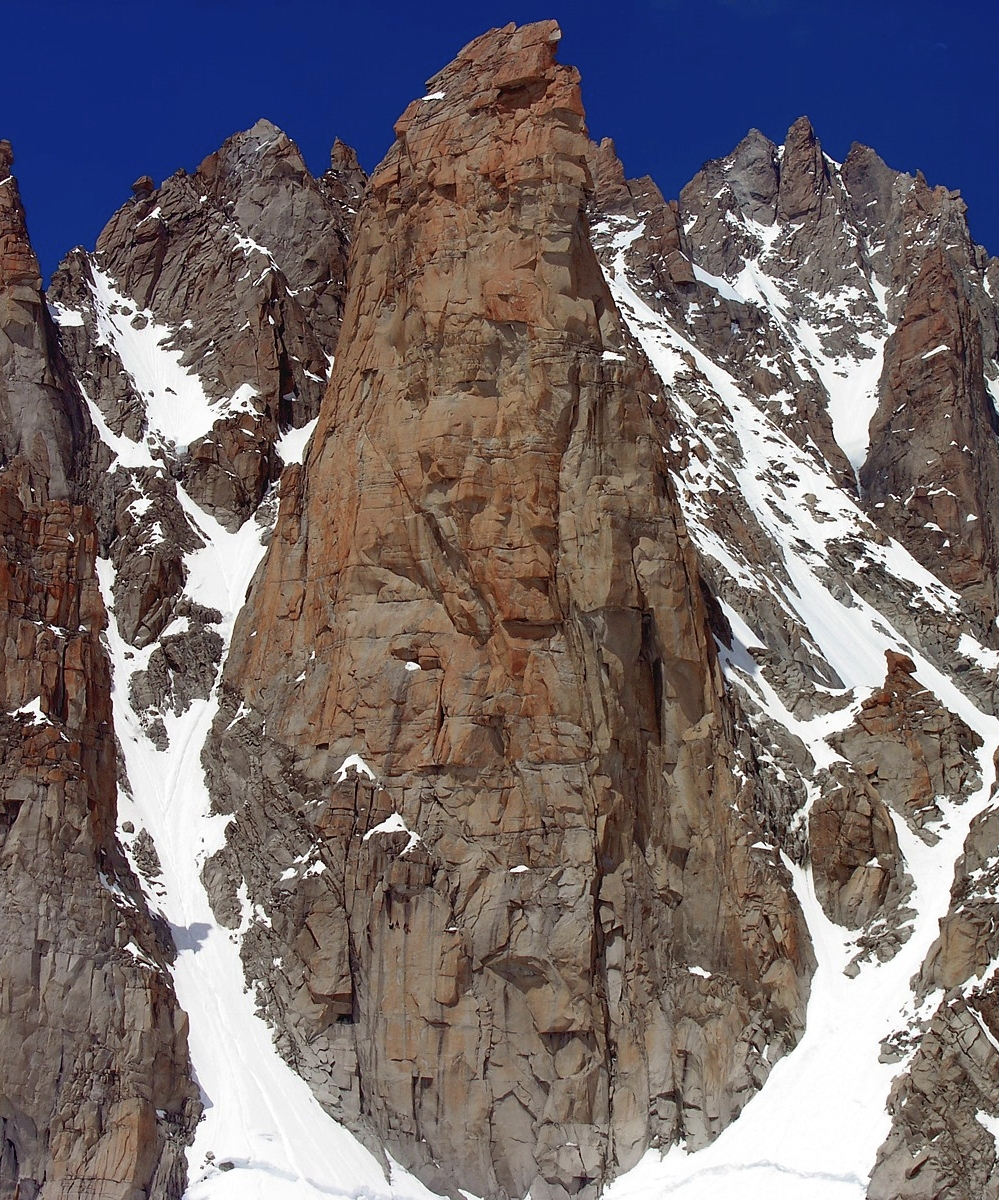
Grand Capucin